# ヒーロー・モーターズ
ヒーロー・モーターズ（Hero Motors）は、インドデリーに本社を置くモペッドやスクーターを製造している企業で、ヒーロー・モトコープやヒーロー・サイクルをはじめとする多くの企業を傘下に持つヒーロー・グループの多国籍企業である。ヒーロー・モーターズは1960年代に設立され、50cc2ストロークのモペッドを生産するも1980年代から1990年代にかけて次第に様々な長いモペッドやモキック、スクーターを製造するようになった。オーストリアのプフやイタリアのマラグーティとの技術提携や技術協力が目立つようにもなった。販売不振や排ガス規制もあってヒーロー・モーターズはすべてのガソリン車の生産を中止し、電動二輪車や自動車部品生産に転業した。

## 限定モデル
- ヒーロー・イージーSX
- ヒーロー・アドバンタ
- ヒーロー・マキシ

## 中止モデル
- ヒーロー・ウィナー（マラグーティ）
- ヒーロー・プフ
- ヒーロー・マジェスティック